# Lanius excubitoroides
Il Lanius excubitorius (Prévost & Des Murs, 1847) è un uccello passeriforme della famiglia Laniidae.